# دونالد جي. فينك
دونالد جي. فينك (بالإنجليزية: Donald G. Fink) هو مهندس أمريكي، ولد في 8 نوفمبر 1911 في إنغلوود في الولايات المتحدة، وتوفي في 3 مايو 1996.